# 볼프강 반 헤일런
볼프강 반 헤일런(Wolfgang Van Halen, 1991년 3월 16일 ~ )은 현재 반 헤일런의 베이시스트로서 2006년 마이클 앤소니를 대신했다. 그는 헤비 메탈 밴드 트레몬티의 베이시스트였고, 28살의 그는 반 헤일런의 막내 멤버다.